# Kenia en los Juegos Paralímpicos de Atlanta 1996
Kenia estuvo representada en los Juegos Paralímpicos de Atlanta 1996 por un total de 17 deportistas, 11 hombres y seis mujeres.

## Medallistas
El equipo paralímpico keniano obtuvo las siguientes medallas:
| Nombre            | Deporte   | Evento                   |
| ----------------- | --------- | ------------------------ |
| Oro               |           |                          |
| Christopher Moori | Atletismo | Jabalina F41 masculino   |
| Plata             |           |                          |
| Mary Nakhumicha   | Atletismo | Jabalina F55-57 femenino |
| Bronce            |           |                          |
| —                 |           |                          |